# Orde van het Koninklijk Huis van Chakri

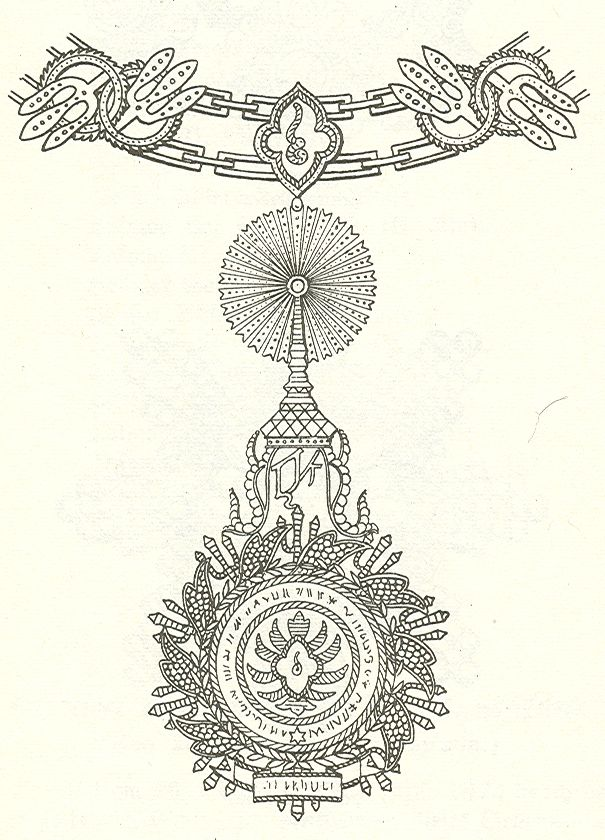
De Orde van Chakri

Chakri

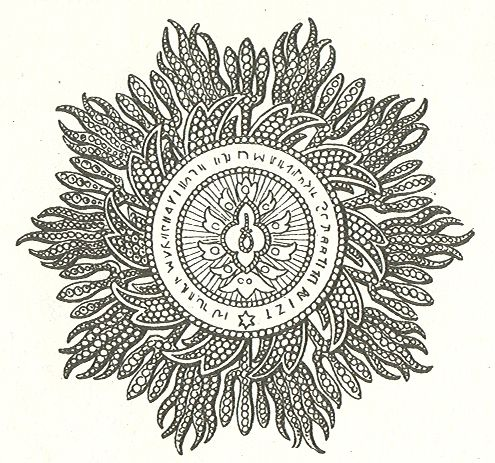
Ster

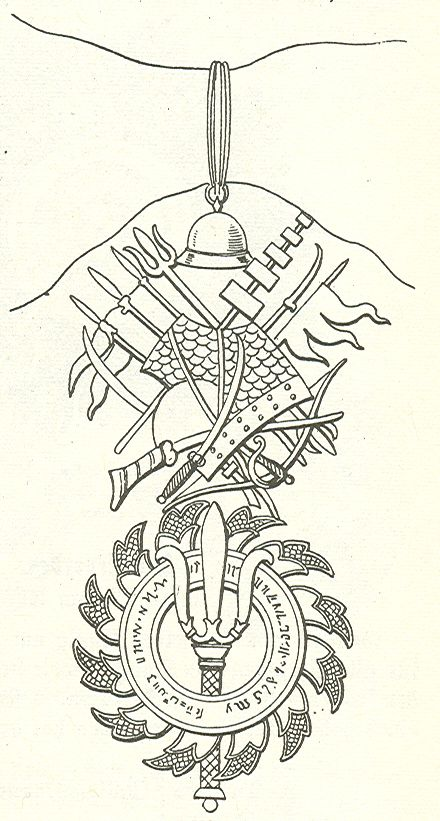
IIe Klasse

Baton

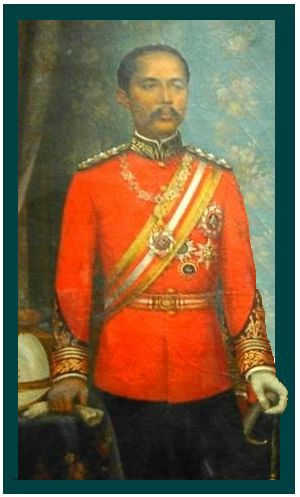
Z.M. Rama V

De Zeer Illustere Orde van het Koninklijk Huis van Chakri (maha chakri: de verheven Chakri of Het Koninklijk Huis der Chakri) is een Thaise Ridderorde en Huisorde. De orde werd op 21 september 1884 door koning Chulalongkorn Rama V ingesteld. Rama I was de eerste van de tot nu toe negen vorsten uit de Chakri-dynastie en de Orde is aan elk van hun directe afstammelingen en hun echtgenoten verleend. Ook prins Bernhard der Nederlanden werd, al was hij geen familie, vaak met keten en ster van deze orde gezien.
De orde bestond bij de oprichting uit twee klassen. In 2008 was er één enkele graad.
Het is mogelijk dat het in 1893 door Maximilian Gritzner afgebeelde kleinood aan een halslint inderdaad een IIe Klasse was. In ieder geval is het getoonde en hiernaast afgebeelde kleinood der IIe Klasse gelijk aan het versiersel dat de ridders en dames in deze orde tegenwoordig aan het grootlint dragen. Gritzner vermeldt dat het kleinood van de IIe Klasse aan een lint om de hals wordt gedragen en op het kleinood geen briljanten zijn aangebracht.
De orde mocht volgens de originele statuten 43 leden kennen, de buitenlandse prinsen die als ereleden gelden, worden in dat aantal niet meegerekend.

## De Chakri
De chakri is van origine een hindoeïstisch, geen boeddhistisch embleem. Het is samengesteld uit een discus of schijf (Sanskriet: chakra) en de drietand (de trisula). Dit zijn de hemelse wapens van de Hindoe-god Narayana (een avatar van Vishnoe) waarvan de boeddhistische Siamese koning een levende personificatie is. De naam chakri duidt op de transcendentiekracht die de koning uitoefent. Hij is degene die het evenwicht en de stabiliteit van Thailand verzekerd door hemel en aarde met elkaar in evenwicht te brengen. Het combineren van Hindoeïstische en Boeddhistische gedachten en symbolen is voor de Thai geen probleem.
De dynastie die ook Chakri genoemd wordt, is nog niet erg oud. Boeddha Yodfa Chulalok de Grote (in het Westen bekend als Rama I, in het Thais พระบาทสมเด็จพระพุทธยอดฟ้าจุฬาโลกมหาราช, hij regeerde van 6 april 1782 tot 7 september 1809) droeg als krijgsheer de titel van Chao Pharaya Chakri. Daarmee werden zijn kracht en succes op het slagveld aangeduid. Nadat zijn voorganger gek was verklaard, nam Rama I de macht over. Hij noemde zijn nieuwe dynastie de Chakri.
In de officiële Engelstalige mededelingen van het Thaise hof hebben de versierselen de volgende namen:
- Het kleinood van Chakri (Pendant of Chakri) aan de keten
- Het kleinood van Chula Chakri (Pendant of Chula Chakri) aan het lint
- De ster van Chakri (Star of Chakri of Dthara Chakri)

De Thais gebruiken voor het woord Chakri geen lidwoord.

## De versierselen
Het kostbare geëmailleerde gouden en zilveren kleinood, met een met diamantjes versierde afbeelding van de Chakri, wordt door de leden der Ie Klasse aan een kostbare gouden keten om de hals gedragen. Op de keerzijde van het geëmailleerde, aan de keten gedragen kleinood is een blauw medaillon met vier in goud getekende boeddhistische symbolen bevestigd. Als verhoging is een Thaise kroon met daarboven een verguld zilveren zonneschijf aangebracht. Op de holle zilveren achterzijde van de zonneschijf bevindt zich een beugel waarmee het kleinood aan de keten kan worden vastgemaakt.
Een breed geel lint wordt over de linkerschouder naar de rechterheup gedragen en daaraan hangt een klein juweel met Chula Chakri. Deze draagwijze wijkt af van wat gebruikelijk is. Het kleinood aan dit grootlint is van goud en de voorzijde is niet geëmailleerd. Boven het medaillon met de drietand en de elf schoepvormige stralen is een ingewikkelde gouden trofee aangebracht met een helm en allerlei Thaise wapens, vaandels en een standaard.
De ster, in het Thais dthara genoemd, met een afbeelding van Chakri, is ook van zilver en goud. Deze ster wordt op de linkerborst gedragen.
De zilveren stralen van de ster dragen in het midden het kleinood van de orde. In dit geval met korte witte rad- of schoepvormige stralen, een rode ring met gouden motto en een blauw medaillon waarop een gouden zonneschijf met een met briljanten versierd rood geëmailleerd juweel is gelegd. De dolk met de drie bladen ontbreekt in het medaillon op de ster.
De gouden keten heeft 23 schakels in de vorm van een lus waardoor twee driepuntige dolken zijn gestoken en een gouden sluiting. De wijze waarop de vrij kleine en korte keten om de hals wordt gedragen lijkt sterk op de draagwijze van een Europese huisorde uit dezelfde periode; de Hohenzollernkette. Ook de jongere Koninklijke Victoriaanse Keten wordt op dezelfde wijze gedragen.

## De draagwijze
De keten van het Koninklijk Huis van Chakri wordt op zeer plechtige gelegenheden aan het hof in Bangkok ook op een kostbare, met goudborduursel versierde zijden mantel met tafetta-voering gedragen. Op de schouder van de mantel is een grote geborduurde ordester bevestigd.
Dames dragen een smaller lint maar er is niet in een strik voor op de schouder voorzien zodat ook zij een korte keten als een collier om de hals dragen. Men draagt in Thailand alle versierselen van deze orde gelijktijdig. Op formele portretten poseren de leden van de koninklijke familie met keten, lint, ster en grootlint. Het is, zo blijkt uit portretten, aan het Thaise hof niet gebruikelijk om een commandeurskruis om de hals te dragen wanneer men de keten van de Orde van het Koninklijk Huis van Chakri draagt. Prins Bernhard der Nederlanden droeg op portretten wél zijn commandeurskruis van de Militaire Willems-Orde boven de keten van de Orde van Chakri.
Het is ongebruikelijk om de keten van de orde zonder de daarbij behorende ster op de linkerborst te dragen. Het is niet ongewoon om wanneer men de keten en de ster draagt het grootlint weg te laten of het grootlint van een andere Thaise of buitenlandse onderscheiding te dragen. Ook het dragen van meerdere ketens komt in Thailand voor. Het Europese gebruik om de hoogste orde aan het langste, en dus onderaan hangende, keten te dragen werd in Thailand niet overgenomen. Op afbeeldingen dragen de koningen de keten van de Orde van de Negen Edelstenen, de oudste en formeel ook de hoogste van de Thaise orden, onder de keten van de Orde van het Koninklijk Huis van Chakri. De ketens van de Orde van Chula Chom Klao, de Orde van de Witte Olifant en de Orde van de Kroon van Siam worden daar in deze volgorde onder gedragen.
De ridders dragen geen rozet met daaronder een stukje goudgalon als knoopsgatversiering op het revers zoals bij de Europese orden gebruikelijk is. Zij dragen in plaats daarvan een klein met briljanten versierd juweeltje, gelijk aan het hart van het medaillon, in het knoopsgat. Militairen dragen een oranjegele baton met daarop datzelfde juweeltje op hun uniform.
De orde werd in de 19e eeuw ook aan Europese soevereinen verleend. Zo komt zij voor op de Lijst van ridderorden van Wilhelm II van Duitsland. Ook Elizabeth II van het Verenigd Koninkrijk en Charles de Gaulle droegen de orde. De in 1869 ingestelde Heilige Orde en vooral de Orde van Maha Chakri uit 1884 hebben de oudere Orde van de Kroon van Siam in de schaduw gesteld. Op het portret van Phra Chula Chomklao Chaoyuhua Chulalongkorn die regeerde als koning Rama V van Thailand is de vorst die van 1868 tot 1910 regeerde afgebeeld met de ster en de keten van de Orde van het Koninklijk Huis van Chakri op een rode uniformjas naar Europees model. Opvallend is dat de keten veel langer en ook groter is dan de ketens die in de tweede helft van de 20e en in het begin van de 21e eeuw worden gedragen. Ook het kleinood dat midden op de borst van de Thaise koning hangt is groter dan de moderne kleinoden van deze orde. De ster lijkt niet te zijn veranderd.
De Thaise koning, een hervormer van zijn staat en de organisator van de moderne Thaise ridderorden en hun vorm gaf blijkens de portretten de voorrang aan de Orde van het Koninklijk Huis van Chakri boven de Orde van de Negen Edelstenen. Op het afgebeelde portret draagt de Thaise vorst de keten, de ster en het oranjegele grootlint van de Orde van Chakri. De ster van de, oudere en formeel ook hogere, Orde van de Negen Edelstenen werd door hem op de derde plaats gedragen. De door hemzelf in 1873 ingestelde Orde van Chula Chom Klao komt op de tweede plaats en de ronde ster van de eveneens door hem gestichte Orde van de Kroon van Thailand kreeg op de borst van de koning de vierde, want onderste plaats. Wat een rood-wit-rood lint over de linkerschouder van de koning lijkt, is een Giberne die bij zijn uniform hoort en geen lint van een onderscheiding.

## Ridders en Dames in deze orde
De keizers en koning worden vaak vereerd met de in 1962 ingestelde Orde van Rajamitrabhorn al draagt Elizabeth II de Orde van Chakri. Koningin Beatrix der Nederlanden kreeg daarentegen in 2004 de Orde van Rajamitrabhorn na al eerder in de Orde van Chakri te zijn opgenomen. De Spaanse, niet regerende, koningin Sophia draagt de Orde van Chakri.
- President Raymond Poincaré
- President Charles de Gaulle
- Koningin Elizabeth II van het Verenigd Koninkrijk
- President Dwight D. Eisenhower
- Groothertogin Charlotte van Luxemburg
- Koningin Juliana der Nederlanden
- Prins Bernhard der Nederlanden
- Koningin Sofía van Spanje
- Koning Boudewijn I van België, zie de Lijst van onderscheidingen van koning Boudewijn van België

Een aantal leden van het Thaise koningshuis is in deze orde, nergens blijkt dat het een huisorde zou zijn en de orde wordt door de regering van Thailand tussen de andere orden genoemd, opgenomen. De koningin, de kroonprins Maha Vajiralongkorn en zijn echtgenote, de moeder van de koning, prinses Somdej Phra, de dochters van de koning Prinses Ubol Rattana, prinses Maha Chakri Sirindhorn en prinses Chulabhorn dragen deze keten. Ook de oudere zus van de koning, Galyani Vadhana droeg tijdens haar leven de Orde van het Koninklijk Huis van Chakri.
In 1891 bezochten tsesarevich Nicholas, de latere keizer Nicolaas II van Rusland, Thailand. De Siamese koning Rama V verleende hem de Orde van het Koninklijk Huis van Chakri. Koningin Victoria bezocht Thailand niet en zij werd door de Thaise vorst in 1890 met de keten van de Orde van de Witte Olifant gedecoreerd. In die tijd probeerden de Thai aan kolonisatie te ontkomen door de grote Europese machten, vooral de Britten die Malakka en Birma beheersten en de Fransen in Indo-China tegen elkaar uit te spelen.